# 潮流合伙人
《潮流合伙人》（英語：FOURTRY），是爱奇艺制播的潮流经营体验节目，第一季由吴亦凡担任主理人、潘瑋柏、Angelababy 、福克斯以及赵今麦担任合伙人，在 日本東京原宿共同经营一间潮牌店，于2019年12月6日在爱奇艺播出。节目中的五位潮流合伙人从选货、陈列、搭配到售卖全部亲力亲为，包括店外揽客、亲自运营店铺自媒体账号等行为，用实际行动呼应“真经营”的节目理念，向大众传递潮流文化。

## 播出时间
| 頻道   | 所在地 | 播映日期                    | 播出時間    |
| ------ | ------ | --------------------------- | ----------- |
| 爱奇艺 | 中国   | 2019年12月6日至2020年3月6日 | 每週五20:00 |

因吴亦凡卷入性侵事件，该节目被全部下架

## 節目成員
FOURTRY FAMILY 2019
| 姓名       | 角色定位              |
| 吴亦凡     | 主理人/服装经理       |
| Angelababy | 副主理人/销售经理     |
| 潘玮柏     | 销售副经理            |
| 赵今麦     | 收银经理              |
| 福克斯     | 服装副经理/收银副经理 |
| 发财       | 猫                    |

## 節目嘉宾
| 姓名                           | 期数                 |
| 無                             | 第一、二、三期       |
| 魏大勛                         | 第四、五期           |
| 無                             | 第六期               |
| 藤岡靛                         | 第七期               |
| 楊和蘇、法老                   | 第八期               |
| 鍾楚曦、李汶翰                 | 第九期               |
| 無                             | 第十期               |
| 王源、林允、李沁、翟天临、蘇芒 | 第十一期             |
| 無                             | 第十二、十三、十四期 |

## 游戏规则
1. 全员必须上交自己的手机与钱包。在录制期间只能使用节目组准备的手机。

## 奖励机制
1. 倘若经营有为，营销可观便有机会升级座驾。